# Milton Nathaniel Barnes
Erreur Lua dans Module:Infobox à la ligne 316 : attempt to concatenate a nil value.
Milton Nathaniel Barnes, né en le 6 avril 1954 à Monrovia, est un diplomate, homme politique et membre du Parti du Destin Libérien (en) (LDP) libérien. Début 2022, il a annoncé son intention de se présenter comme candidat indépendant à l’élection présidentielle libérienne de 2023.

## Biographie

### Début de la vie
Barnes est né à Monrovia, au Liberia, de Roland T. et Eudora N. Barnes. Il était le deuxième de quatre enfants. Barnes a passé ses années de formation à Harper et à Monrovia. 
Il a obtenu son diplôme d'études secondaires au Collège d'Afrique de l'Ouest (en) avant de passer un semestre à l'université du Liberia. Il a travaillé comme stagiaire dans le système bancaire du Liberia avant de finalement se rendre aux États-Unis pour étudier.
Barnes a fréquenté l'Université Rider (alors Rider College) à Lawrenceville, dans le New Jersey, en 1975, où il s'est spécialisé en finance et a obtenu en 1978 un B.Sc. degré. En 1979, Barnes a obtenu un MBA en finance et banque de l'Université Pace à New York.

### Carrière politique
En septembre 1999, Barnes a été nommé au poste de ministre des Finances (en) de la République du Liberia. À ce titre, il est devenu l’architecte en chef du programme fiscal du Liberia et a supervisé et mis en œuvre un nouveau code fiscal national en consultation avec le Département des affaires fiscales du Fonds monétaire international. Il a occupé ce poste jusqu'à la mi-2002.
En janvier 2004, Barnes a fondé un nouveau parti politique, le Parti du Destin Libérien (en) (LDP). En tant que candidat du PLD à l'élection présidentielle de 2005 au Liberia, Barnes s'est classé 12e sur 22 candidats, recevant 1,0 % des voix. Il a finalement soutenu Ellen Johnson Sirleaf, qui allait devenir la première femme présidente démocratiquement élue d'une nation africaine, lors du second tour des élections,,.
De mai 2006 à 2008, Barnes a été nommé Représentant permanent de la République du Liberia auprès des Nations Unies.
Barnes a été ambassadeur de la République du Liberia auprès de la République de Cuba de 2006 à 2008, tout en étant également ambassadeur auprès des Nations Unies. Il a joué un rôle déterminant dans le rétablissement et la consolidation des relations diplomatiques avec Cuba.
En 2008, la présidente Johnson Sirleaf a nommé l'ambassadeur Milton Nathaniel Barnes au poste d'ambassadeur extraordinaire et plénipotentiaire du Liberia auprès des États-Unis d'Amérique. Il a occupé ce poste jusqu'en 2010.
En décembre 2010, Barnes a exprimé élections de 2011.2 intérêt à se présenter à nouveau à la présidence lors des élections de 2011. En juillet 2011, il a expliqué que le PLD ne se présenterait pas à la présidence.
En mai 2014, la Commission électorale nationale a déposé une requête visant à décertifier le PLD. Au lieu de contester la désertification de son parti, Barnes a rejoint le Parti démocrate libre, un parti constitutif de la Coalition démocratique nationale (en), en octobre 2015.
En janvier 2022, Barnes a annoncé son intention de se présenter à la prochaine élection présidentielle libérienne de 2023 en tant que candidat indépendant sur une plateforme de « réconciliation, changement positif, autonomie et émergence d'une nouvelle génération de dirigeants libériens qui présentent les qualités clés de caractère, de compétence et de courage »,.

## Honneurs
En mai 2009, le Dr Mordechai Rozanski (en), président de l'Université Rider, a conféré à Barnes un doctorat honorifique en droit.

## Vie personnelle
Barnes est marié à Dawn Cooper Barnes, fille du Dr Henry Nehemiah Cooper (1927-1984) et d'Izetta Cooper, cofondateurs de l'ancienne clinique Cooper à Monrovia. Les deux ont grandi dans la même communauté de Monrovia où la mère de Barnes était enseignante à l'école primaire de Dawn et le père de Dawn était le médecin de famille des Barnes. Dawn Barnes a écrit, réalisé et produit les films : Cry of the Pepperbird: A Story of Liberia (2000), The Spiritual Nature of African Dance (2001) et Children of Gold (2002). Elle a également produit une série comique télévisée libérienne intitulée WE ON IT ! (2001–2003). Le couple a six enfants.
En 2010, Barnes a fondé le cabinet de conseil Aurora Solutions, Inc. Depuis 2010, il est également régulièrement chargé de cours aux écoles supérieures de l'université du Liberia et de l'Université épiscopale méthodiste africaine.
Il aime la peinture abstraite. En 2020, ses créations artistiques ont été publiées dans Left Brain Right Brain: Thoughts and Musings of a Servant.